# هنري روز
هنري روز (3 سبتمبر 1853 بهامبستاد في المملكة المتحدة - 9 يونيو 1895 في نيوزيلندا) (بالإنجليزية: Henry Rose)‏ هو لاعب كريكت نيوزلندي.

## وصلات خارجية
- هنري روز على موقع إي آس بي آن كريك إنفو (الإنجليزية)